# 希德 (索恩-卢瓦尔省)
希德（法語：Chiddes，法語發音：[ʃid]）是法国索恩-卢瓦尔省的一个市镇，属于马孔区。

## 地理
希德（46°27'25"N, 4°30'52"E）面积7.61 平方千米，位于法国勃艮第-弗朗什-孔泰大區索恩-卢瓦尔省，该省份为法国中部省份，北起顺时针与科多尔省、汝拉省、安省、罗讷省、卢瓦尔省、阿列省和涅夫勒省接壤。
与希德接壤的市镇（或旧市镇、城区）包括：比菲耶尔、圣樊尚德普雷、锡维尼翁、叙安、弗勒冈德河畔拉维讷斯。

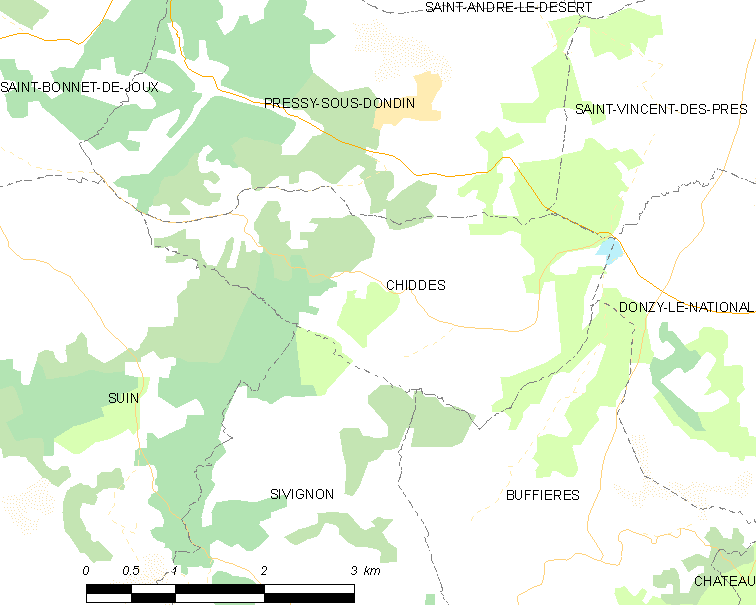
的OSM定位图

希德的时区为UTC+01:00、UTC+02:00（夏令时）。

## 行政
希德的邮政编码为71220，INSEE市镇编码为71128。

## 政治
希德所属的省级选区为克吕尼县。

## 人口

1962-2008年间人口变化图示

希德于2022年1月1日时的人口数量为83人。